# Station Maynooth
Station Maynooth is een spoorwegstation in Maynooth in het  Ierse graafschap Kildare. Het station ligt aan de lijn Dublin - Sligo. Het station wordt bediend door de intercity tussen Dublin en Sligo. Daarnaast is Maynooth het eindpunt voor forensentreinen richting Dublin, waarbij in de spits twee keer per uur een trein rijdt en buiten de spits een keer per uur. 